# آمون یهودا
آمون یهودا (عبری: אָמוֹן‎؛ حدود ۶۶۴ پیش از میلاد – حدود ۶۴۱ پیش از میلاد) پانزدهمین پادشاه یهودا بود. طبق روایت کتاب مقدس عبری جانشین پدرش مناسه شد. آمون بیشتر به خاطر اعمال بت‌پرستانه اش در طول سلطنت کوتاه دو ساله اش به یاد می‌آید که به شورش علیه او و در نهایت به قتل او در ۶۴۱ پیش از میلاد منجر شد.